# Gréta Varga
Gréta Varga (* 19. Dezember 2003) ist eine ungarische Mittelstrecken- und Hindernisläuferin.

## Sportliche Laufbahn
Erste internationale Erfahrungen sammelte Gréta Varga beim Europäischen Olympischen Jugendfestival (EYOF) 2019 in Baku, bei dem sie in 6:46,95 min die Silbermedaille über 2000 m Hindernis gewann. Anschließend belegte sie bei den Crosslauf-Europameisterschaften in Lissabon in 14:34 min den siebten Platz im U20-Rennen. 2021 gewann sie bei den U20-Europameisterschaften in Tallinn in 9:59,17 min die Silbermedaille über 3000 m Hindernis und belegte anschließend bei den U20-Weltmeisterschaften in Nairobi mit 10:48,34 min den fünften Platz. Im Dezember wurde sie bei den Crosslauf-Europameisterschaften in Dublin nach 14:13 min 28. im U20-Rennen. Im Jahr darauf belegte sie bei den U20-Weltmeisterschaften in Cali in 10:18,63 min den achten Platz über 3000 m Hindernis. Im Dezember wurde sie bei den Crosslauf-Europameisterschaften in Turin nach 14:11 min 41. im U20-Rennen. 2023 verpasste sie bei den U23-Europameisterschaften in Espoo mit 10:18,73 min den Finaleinzug im Hindernislauf und 2025 wurde sie bei der 1. Liga der Team-Europameisterschaft in Madrid in 4:23,92 min 16. über 1500 Meter. Anschließend belegte sie bei den U23-Europameisterschaften in Bergen in 9:53,34 min den siebten Platz über 3000 m Hindernis. Kurz darauf verpasste sie bei den World University Games in Bochum mit 4:18,65 min den Finaleinzug über 1500 Meter.
In den Jahren 2021 und 2025 wurde Varga ungarische Meisterin im 1500-Meter-Lauf sowie 2022 und 2023 über 3000 m Hindernis und 2024 in der 4-mal-800-Meter-Staffel. Zudem wurde sie 2020 Hallenmeisterin über 3000 Meter und 2022 über 1500 Meter.

## Persönliche Bestleistungen
- 1500 Meter: 4:16,21 min, 26. Juni 2021 in Debrecen
  - 1500 Meter (Halle): 4:16,32 min, 30. Januar 2021 in Budapest (ungarischer U20-Rekord)
- 2000 Meter: 6:34,33 min, 29. September 2018 in Győr
  - 2000 Meter (Halle): 7:10,47 min, 6. Februar 2016 in Budapest
- 3000 Meter: 9:19,18 min, 18. August 2020 in Veszprém
  - 3000 Meter (Halle): 9:14,28 min, 7. Februar 2021 in Budapest (ungarischer U20-Rekord)
- 2000 m Hindernis: 6:10,23 min, 26. Juli 2020 in Budapest (europäische U20-Bestleistung)
- 3000 m Hindernis: 9:50,63 min, 27. Juni 2021 in Debrecen (ungarischer U20-Rekord)